# Беглякова, Ирина Анатольевна
Ирина Анатольевна Беглякова (в замужестве — Челная; 26 февраля 1933 — 19 марта 2018, Москва) — советская легкоатлетка (метание диска), серебряный призёр Олимпийских игр. Мастер спорта СССР (1955).

## Биография
На Олимпийских играх 1956 в Мельбурне завоевала серебряную медаль в метании диска.
После завершения спортивной карьеры окончила медицинский институт. Кандидат медицинских наук.

## Награды
- Орден «Знак Почёта» (27 апреля 1957 года) — за успехи, достигнутые в деле развития массового физкультурного движения в стране, повышения мастерства советских спортсменов, и успешное выступление на международных соревнованиях[3]